# Zadroże (Garbek)
Zadroże – zniesiona nazwa części wsi Garbek w Polsce, położona w województwie pomorskim, w powiecie człuchowskim, w gminie Przechlewo. 
Nazwę zniesiono z 2025 r.
W latach 1975–1998 Zadroże administracyjnie należało do województwa słupskiego.